# Robin Mattson
Robin Mattson (ur. 1 czerwca 1956 w Los Angeles) – amerykańska aktorka telewizyjna.

## Życiorys
Pochodzi z Los Angeles. Jest córką kucharza Paula Mattsona. Mattson zaczęła występować w wieku sześciu lat. Jej wczesna kariera rozpoczęła się od gościnnych występów w sitcomie NBC The John Forsythe Show (1966). Jej debiutem filmowym była rola Lisy Rand w dramacie familijno-przygodowym Namu, The Killer Whale (1974). Jako dziecko na podstawie umowy z legendarnym producentem Ivanem Torsem pojawiała się w filmach i serialach. Grała potem także w filmach Powrót do Macon County (Return to Macon County, 1975) u boku Nicka Nolte i Dona Johnsona, Wolf Lake (1980) z Rodem Steigerem oraz Take Two (1988) obok Franka Stallone.

## Życie prywatne
27 maja 1978 r. poślubiła reżysera Raya Manzellę, jednak 26 grudnia 1984 r. rozwiedli się.
W 1993 r. mając pasję do gotowania uczęszczała do Międzynarodowego Instytutu Kulinarnego w Los Angeles. Następnie od czerwca 1996 do marca 1997 r. w Lifetime prowadziła własny program kulinarny The Main Ingredient. Napisała własną książkę kucharską, wydaną w 1997 r. pt. „Soap Opera Café: The Skinny on Food from a Daytime Star”.
Była związana z przedsiębiorcą i menedżerem Henry Neumanem. 3 czerwca 2006 r. wyszła za mąż za piłkarza Wernera Rotha.

## Filmografia

### Filmy fabularne
- 1974: Upiór z raju (Phantom of the Paradise) jako Groupie
- 1975: Powrót do Macon County (Return to Macon County) jako Junell
- 1979: Główna wygrana (Hot Rod) jako Jenny
- 1979: Mirror, Mirror jako Pamela Gorman
- 1989: Fałszywy świadek (False Witness) jako Jody
- 1990: Przepis dla mordercy (Menu for murder) jako Jan Mayfield

### Seriale TV
- 1967: Flipper jako Robin James
- 1970: Daniel Boone jako Brae
- 1975: Szczęśliwe dni (Happy Days) jako Linda
- 1975: Marcus Welby, lekarz medycyny (Marcus Welby, M.D.) jako Mavis Brander
- 1976–1978: Guiding Light jako Hope Bauer
- 1977: Silni chłopcy/Tajemnice Nancy Drew (The Hardy Boys/Nancy Drew Mysteries) jako Carla Bradley
- 1978: Barnaby Jones jako Shelly Barrett
- 1978: Miecz sprawiedliwości (Sword of Justice) jako Carol
- 1978: The Incredible Hulk jako Irene
- 1978: Cyborg: Sześcio-milionowo-dolarowy człowiek (The Six Million Dollar Man) jako Da Nay
- 1978: Jakub przy 15 (James at 15) jako Janice Gordon
- 1978: Silni chłopcy/Tajemnice Nancy Drew (The Hardy Boys/Nancy Drew Mysteries) jako Sheila
- 1980: Diukowie Hazzardu (The Dukes of Hazzard) jako Diane
- 1980: Aniołki Charliego (Charlie’s Angels) jako Erica Burke
- 1980-83: Szpital miejski (General Hospital) jako Heather Webber
- 1984: Fantastyczna wyspa (Fantasy Island) jako Wendy Collins
- 1984: Ryan’s Hope jako Delia Reid Ryan Ryan Coleridge Crane #4
- 1985–1993: Santa Barbara jako Gina Blake Demott Capwell Timmons Lockridge [#2]
- 1993: Jedwabne pończoszki (Silk Stalkings) jako Susan Enwright
- 1994–2000: As the World Turns jako Janet Marlowe Dillon (#2)
- 2002: Prawo i bezprawie (Law & Order: Trial by Jury) jako Francine Landen
- 2003: Moda na sukces (The Bold and the Beautiful) jako Sugar
- 2004: Szpital miejski (General Hospital) jako Heather Webber
- 2007: As the World Turns jako Cheri Love
- 2010–2011: Dni naszego życia (Days of our Lives) jako Lee